# Michele De Franchis

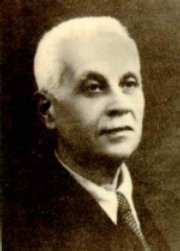
Michele de Franchis

Michele De Franchis (Palermo, 6 aprile 1875 – Palermo, 19 febbraio 1946) è stato un matematico italiano, studioso di geometria algebrica.

## Biografia
Si laureò in Matematica nel 1896 all'Università degli Studi di Palermo con Francesco Gerbaldi, che lo nominò subito suo assistente l'anno successivo. Ottenuta la libera docenza in Geometria nel 1898, insegnò in varie scuole pubbliche italiane fino al 1906 quando, vinto un concorso a cattedre, divenne professore straordinario di Geometria analitica all'Università degli Studi di Cagliari. L'anno successivo, vinto un altro concorso, assunse, come ordinario, la cattedra di Geometria proiettiva e descrittiva dell'Università degli Studi di Parma che resse fino al 1909, quando passò alla stessa cattedra dell'Università degli Studi di Catania. Nel 1914, ritornò all'Università degli Studi di Palermo, alla cattedra di Geometria analitica lasciata da Giovanni Battista Guccia, dove concluse la sua carriera accademica.
Fu socio dell'Accademia Nazionale dei Lincei dal 1935, dell'Accademia Gioenia di Catania e di numerose altre istituzioni scientifiche ed accademiche, italiane e straniere.

## Attività scientifica e di ricerca
Nella sua formazione scientifica, influirono molto sia i metodi di geometria sintetica nell'indirizzo di Luigi Cremona, di cui Gerbaldi venne a conoscenza tramite l'insegnamento di Giovanni Battista Guccia, sia quelli più propriamente analitico-algebrici impartiti da Gerbaldi, che segnarono, in special modo, i suoi successivi lavori perlopiù riguardanti la nuova geometria algebrica, in particolare le funzioni abeliane, le varietà algebriche e la classificazione delle superfici algebriche, campo in cui introdusse, anche assieme a Giuseppe Bagnera, innovativi metodi di studio e di ricerca che verranno poi adottati dalla Scuola italiana di geometria algebrica, nonché ripresi successivamente da altri ricercatori.
Particolarmente proficua fu la collaborazione con Giuseppe Bagnera, che va all'incirca dal 1905 al 1913, con lavori che, tra l'altro, porteranno entrambi al conferimento, nel 1909, del "Premio Bordin" dell'Accademia delle Scienze di Parigi per il loro lavoro sulla classificazione generale delle superfici iperellittiche.
Dal 1914, dopo la morte di Guccia, l'attività scientifica di De Franchis venne in parte occupata anche dalla parallela attività direttiva e organizzativa che lo vide impegnato attivamente, assieme a Gerbaldi, nella gestione dell'importante Circolo Matematico di Palermo, allora fra le più notevoli società scientifiche mondiali, e dei relativi Rendiconti, che rappresentavano una delle maggiori riviste matematiche a livello internazionale, prestigio che mantenne almeno fino agli anni '40, rimanendo, anche dopo le conseguenze nefaste del primo conflitto mondiale, uno dei pochi luoghi di incontro e di dibattito scientifico internazionale, anche grazie ai numerosissimi soci stranieri che annoverava e ai contributi di finanziamento esteri.
Da ricordare, inoltre, l'attenzione che De Franchis pose pure all'insegnamento della matematica nelle scuole, con la redazione, assieme al suo collaboratore Giuseppe Bartolozzi (1902-1985), di apprezzati testi didattici.
Tra i suoi allievi, si ricordano Giuseppe Bartolozzi, Margherita Beloch, Maria Ales e Antonino Lo Voi.

## Opere principali
- Primi elementi di geometria, R. Sandron Editore, Palermo, 1901.
- Elementi di aritmetica pratica, R. Sandron Editore, Palermo, 1902.
- Elementi di aritmetica razionale, R. Sandron Editore, Palermo, 1905.
- Geometria elementare, R. Sandron Editore, Palermo, 1909.
- Nozioni di geometria intuitiva, R. Sandron Editore, Palermo, 1909.
- Elementi d'algebra, R. Sandron Editore, Palermo, 1910.
- Elementi di trigonometria rettilinea, R. Sandron Editore, Palermo, 1910.
- Elementi di geometria, R. Sandron Editore, Palermo, 1910.
- Complementi di geometria, R. Sandron Editore, Palermo, 1911.
- Cenni sui determinanti e le forme lineari e quadratiche, Casa editrice D. Capozzi, Palermo, 1919 (per le università).
- Elementi di trigonometria rettilinea e sferica, R. Sandron Editore, Palermo, 1921.
- Lezioni di geometria analitica e proiettiva, Casa editrice D. Capozzi, Palermo, 1921 (per le università).
- Esercizi di geometria analitica, Casa editrice Vallecchi, Firenze, 1935 (per le università).
- Trigonometria piana (con G. Bartolozzi), Tip. S. Lattes & C., Roma, 1937.
- Aritmetica pratica (con G. Bartolozzi), Tip. S. Lattes & C., Roma, 1937.
- Nozioni di geometria intuitiva (con G. Bartolozzi), Tip. Ciuni & Trimarchi, Palermo, 1940.
- Lezioni di aritmetica e algebra (con G. Bartolozzi), Tip. C. Accame, Torino, 1941.
- Lezioni di trigonometria piana (con G. Bartolozzi), Tip. S. Lattes & C., Roma, 1946.
- Aritmetica e nozioni di algebra (con G. Bartolozzi), Tip. Albrighi, Segati & C., Roma, 1947.

I testi sopra menzionati, quasi tutti per le scuole medie di primo e secondo grado (nei vari indirizzi), hanno avuto diverse edizioni e ristampe successive, molte delle quali curate da Giuseppe Bartolozzi.